# Châteaux forts et enceintes du roi Édouard Ier dans l'ancienne principauté de Gwynedd
Vous lisez un « bon article » labellisé en 2017.
Les châteaux forts et enceintes du roi Édouard Ier dans l'ancienne principauté de Gwynedd sont un site du patrimoine mondial de l'UNESCO situé au pays de Galles. Il s'agit d'un ensemble de quatre places fortes fondées par le roi d'Angleterre Édouard Ier dans l'ancien royaume de Gwynedd : le château de Beaumaris, le château de Harlech, le château de Caernarfon et le château de Conwy, ainsi que les enceintes des villes de Caernarfon et Conwy.
Ces forteresses sont fondées après la campagne d'Édouard Ier dans le nord du pays de Galles, en 1282. Cherchant à coloniser de manière permanente la région, le roi fonde des villes nouvelles fortifiées à Caernarfon, Conwy et Harlech, pour que des Anglais viennent s'y installer. Ce projet, très coûteux, est menacé par une révolte galloise en 1294. Conwy et Harlech résistent aux insurgés, mais Caernarfon, encore en travaux, est détruit. Après cet épisode, Édouard relance son programme de construction et ordonne la construction d'un château à Beaumaris. Cependant, les ressources et l'attention du roi sont bientôt accaparées par les affaires écossaises, et les travaux cessent au début du XIVe siècle, alors que Caernarfon et Beaumaris sont encore inachevés.
Ces places fortes jouent un rôle militaire important lors de la révolte d'Owain Glyndŵr au début du XVe siècle, puis lors de la guerre des Deux-Roses à la fin de ce même siècle. L'arrivée au pouvoir de la maison Tudor réduit leur importance stratégique, mais elles sont à nouveau mises à contribution lors de la Première guerre civile anglaise, au XVIIe siècle. Après ce conflit, le Parlement ordonne le démantèlement partiel de Conwy et Harlech, mais la menace d'une invasion royaliste venue d'Écosse permet à Caernarfon et Beaumaris de rester intacts.
Tombés en ruine à la fin du XVIIe siècle, les châteaux deviennent une source d'inspiration pour les artistes britanniques. Le développement du rail à l'ère victorienne permet à davantage de visiteurs de les découvrir. L'État reprend le contrôle des sites au début du XXe siècle et œuvre à leur restauration. Ils entrent au patrimoine mondial en 1986, en tant que témoignages exemplaires de l'architecture militaire de la fin du XIIIe siècle et du début du XIVe siècle en Europe. Ils sont aujourd'hui gérés par l'organisme public Cadw.

## Histoire

### LesXIIIeetXIVesiècles

#### Contexte
À partir des années 1070, les rois d'Angleterre et les princes gallois se disputent le contrôle du pays de Galles. Les Normands envahissent à plusieurs reprises la région, et les colons anglais agrandissent peu à peu leurs domaines,. Le prince Llywelyn le Dernier profite de la guerre civile qui oppose le roi Henri III à ses vassaux pour prendre l'ascendant dans la région. En 1267, il est formellement reconnu comme prince de Galles par le traité de Montgomery.
Édouard Ier devient roi d'Angleterre en 1272. C'est un guerrier endurci, qui s'est battu au pays de Galles en 1257, a assiégé Kenilworth pendant six mois en 1266 et s'est croisé en 1270. Ses voyages lui ont permis d'étudier plusieurs places fortes du continent européen, en particulier la ville nouvelle d'Aigues-Mortes. L'une des premières décisions d'Édouard à son arrivée sur le trône est d'ordonner la rénovation et l'agrandissement de la tour de Londres. Il fonde également une série de bastides en Gascogne afin d'accroître son emprise sur la région et autorise la fondation de villes nouvelles en Angleterre même.
Les relations entre Édouard et Llywelyn ne tardent pas à s'envenimer et le roi anglais envahit le Nord du pays de Galles en 1276. Durant cette campagne, il construit plusieurs châteaux pour asseoir son autorité et servir de base d'opérations. Vaincu, Llywelyn est contraint d'accepter le traité d'Aberconwy en 1277, par lequel la majeure partie de son domaine est divisée entre ses frères et Édouard Ier.

#### La conquête et les premières constructions

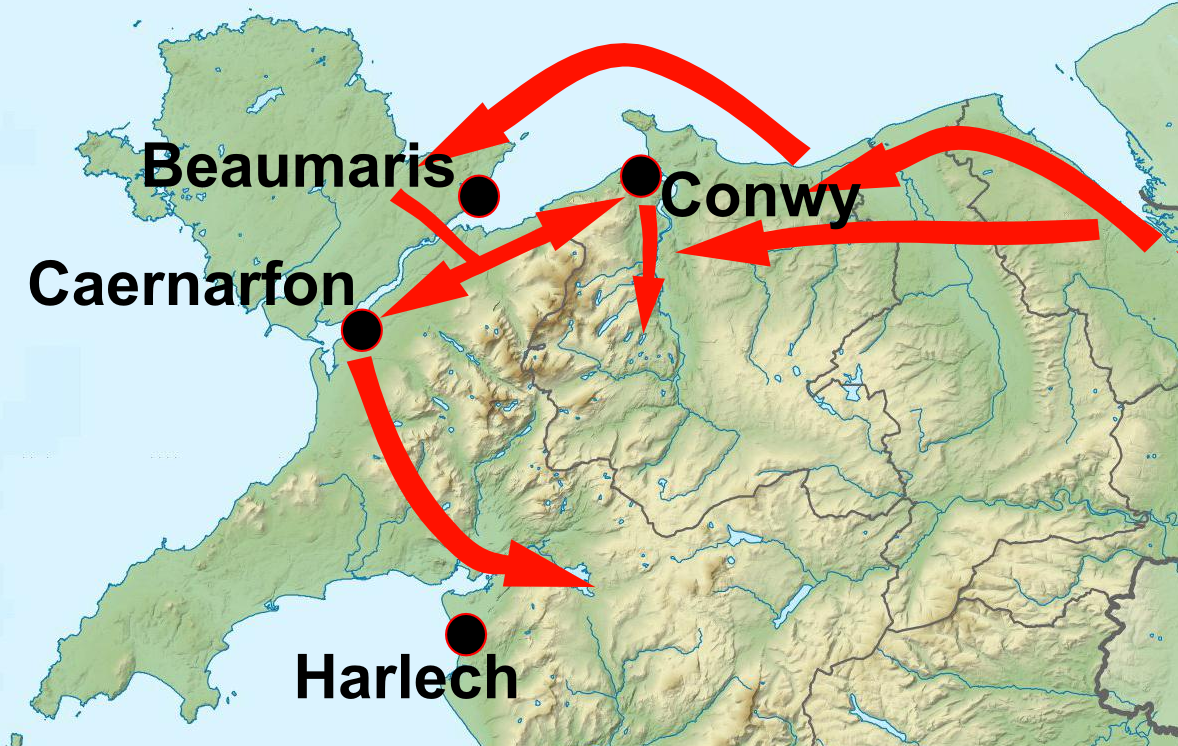
Carte de la campagne d'Édouard en 1282, avec les quatre châteaux classés au patrimoine mondial.

Une rébellion menée par Dafydd ap Gruffudd, le frère de Llywelyn, éclate en 1282. Édouard réagit en levant une armée de 8 000 fantassins et 750 cavaliers qu'il mène vers Rhuddlan, tandis qu'au sud, les barons des marches frontalières avancent depuis Carmarthen et Montgomery. Édouard envahit également l'île d'Anglesey et porte la guerre en Snowdonia, au cœur du pays de Galles. Llywelyn trouve la mort au mois de décembre, et Dafydd est capturé et exécuté au début de l'année suivante. Cette fois-ci, Édouard décide d'entreprendre la colonisation systématique du nord du pays de Galles. Les derniers membres de la famille de Llywelyn sont écrasés et leurs terres distribuées à des nobles anglais. Le statut de Rhuddlan, proclamé le 3 mars 1284, entérine la division du pays de Galles en comtés, sur le modèle anglais. Dans le nord-ouest, les anciennes subdivisions laissent ainsi la place aux comtés de Caernarfon, Merioneth et Anglesey.
Dès 1283, Édouard ordonne la construction de nouveaux châteaux et de nouvelles villes fortifiées dans les territoires occupés, en partie afin d'attirer des immigrants anglais,. Parmi ces nouvelles places fortes se trouvent le château de Caernarfon, qui surplombe la Seiont (en), le château de Conwy, qui contrôle un point de passage sur la Conwy, et le château de Harlech, qui protège un port de mer et une ville nouvelle anglaise. Les villes de Caernarfon et Conwy possèdent également des enceintes fortifiées. Un château (le futur château de Beaumaris) est vraisemblablement prévu dès cette date près de la ville stratégique de Llanfaes, sur Anglesey, mais le projet reste en suspens en raison du coût important des autres fondations d'Édouard.
Ces villes nouvelles doivent jouer un rôle important dans la nouvelle administration de la région. Les châteaux sont importants d'un point de vue militaire, mais ils sont également conçus comme des palais susceptibles d'accueillir la maisonnée du roi et de la reine de manière confortable et sûre. Une part de symbolisme entre également dans leur fondation,. Ainsi, Conwy est fondé sur le site de l'abbaye d'Aberconwy, nécropole des princes gallois, qui doit être déplacée de plusieurs kilomètres vers l'intérieur des terres. Le site de Caernarfon, occupé depuis l'époque romaine, a une place importante dans l'imaginaire des princes gallois, et les fortifications du nouveau château réutilisent à dessein une partie des matériaux de l'époque galloise,. Enfin, Harlech est associé à la légende de la princesse galloise Branwen.
Édouard confie ces projets de construction à des hommes de confiance, parmi lesquels l'architecte savoyard Jacques de Saint-Georges, mais aussi son ami Othon de Grandson, le soldat John de Bonvillars ou encore le maçon John Francis. Ces nouvelles forteresses sont encore plus grandes que les châteaux édifiés durant la campagne de 1272, qui étaient eux-mêmes déjà nettement plus grands et onéreux que ceux des princes gallois. Charpentiers, terrassiers et tailleurs de pierre de toute l'Angleterre sont recrutés par les shérifs locaux et rassemblés à Chester et à Bristol avant d'être envoyés sur les chantiers du nord du pays de Galles, où ils travaillent du printemps à l'automne avant de rentrer chez eux pour l'hiver,. Ces grands travaux requièrent un nombre considérable d'ouvriers, dont l'absence pèse sur les capacités de la force ouvrière anglaise. Ils ont également un coût financier énorme : 15 000 £ pour le château et l'enceinte de Caernarfon, 15 000 £ environ également pour Conwy, et 8 190 £ pour le château de Harlech,.
Les villes fortifiées, qui s'inspirent des bastides françaises et des diverses villes nouvelles anglaises, sont uniquement peuplées d'immigrants anglais : les Gallois ont interdiction de s'y établir. Elles subissent des fortunes diverses, que l'on peut mesurer au nombre de burgages (en) dont chacune dispose : Conwy en compte 99 vers 1295, et Caernarfon en compte 57 vers 1298, mais Harlech est à la traîne, avec seulement 24 burgages et demi en 1305. Les châteaux sont confiés à des connétables, avec des garnisons permanentes : 40 hommes à Caernarfon, 36 à Harlech et 30 à Conwy, équipés d'armures et d'arbalètes,. La situation côtière des trois villes leur permet d'être ravitaillées par la mer en cas de nécessité, un solide avantage dans la mesure où la marine anglaise n'a pas de rivale sur le littoral gallois. Les trois châteaux sont équipés de poternes permettant un ravitaillement par mer même si les villes qu'ils défendent tombent entre des mains ennemies.

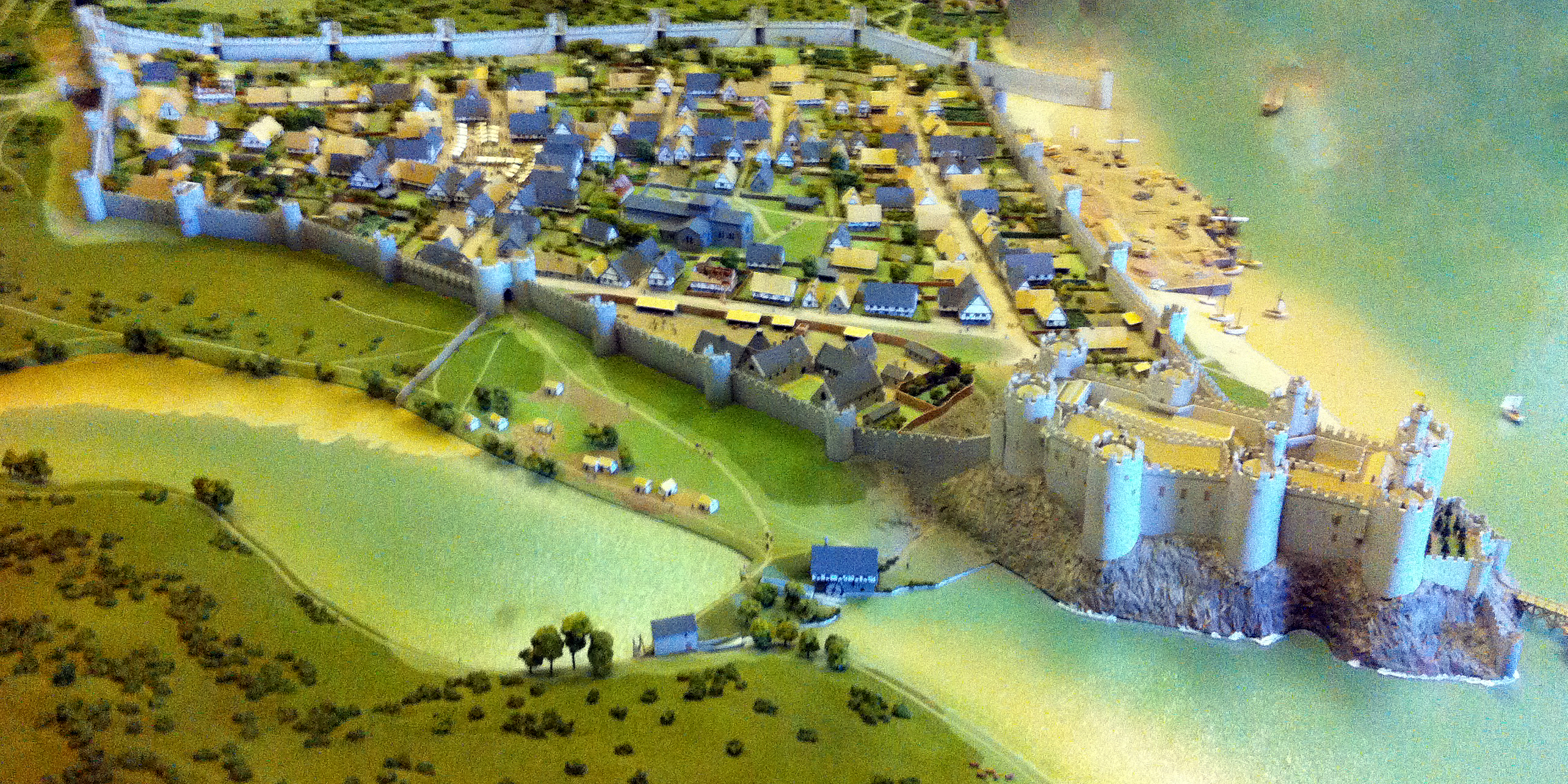
Reconstitution du château de Conwy vers 1300.
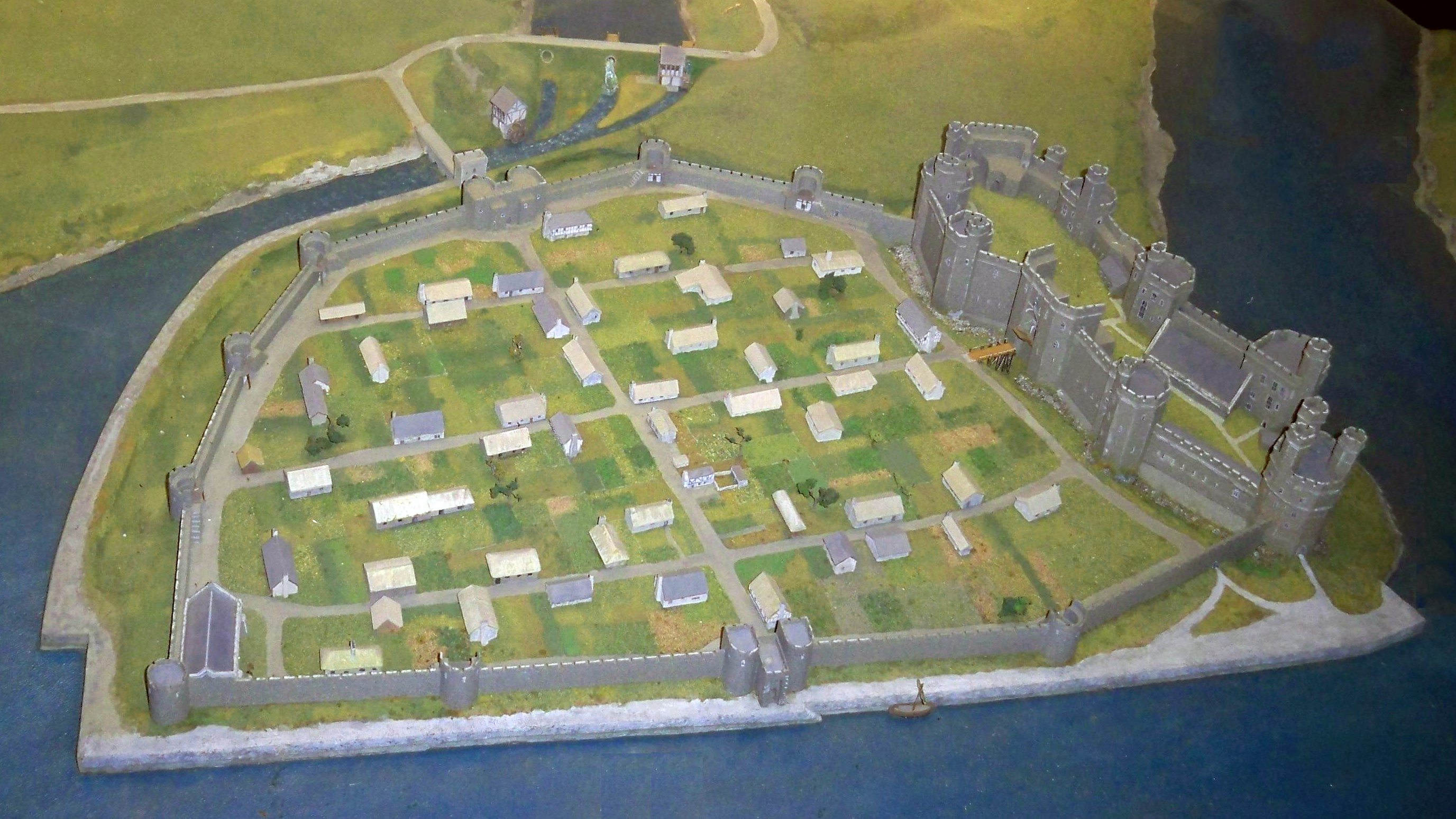
Reconstitution du château de Caernarfon vers 1300.
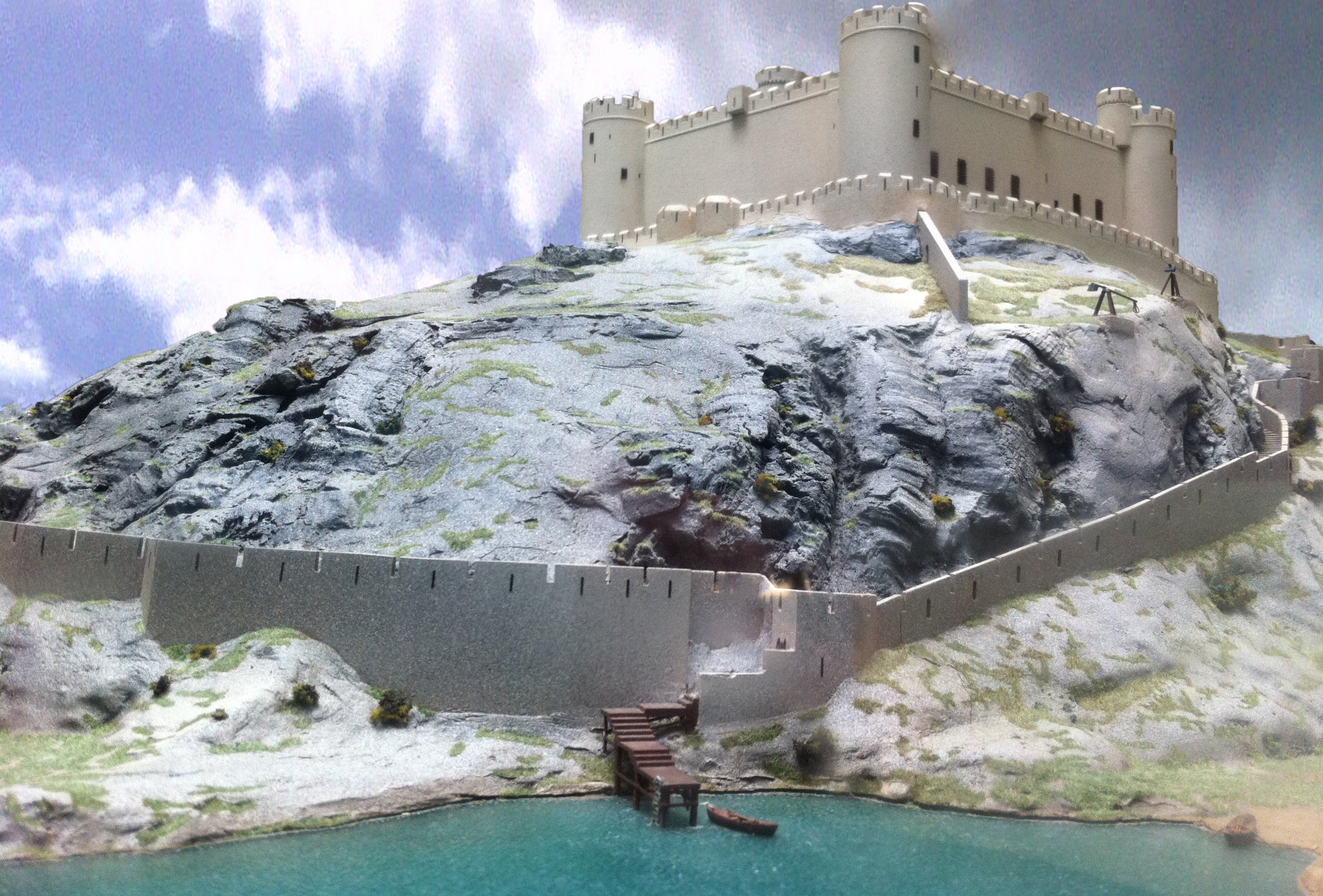
Reconstitution du château de Harlech vers 1400.

#### Révolte et reconstruction
Les forteresses d'Édouard sont mises à l'épreuve en 1294, lorsque Madog ap Llywelyn se révolte contre la domination anglaise. Ce premier soulèvement d'importance depuis la conquête semble avoir eu pour origine l'imposition nouvellement imposée aux Gallois, et Madog bénéficie d'un important soutien populaire. Édouard réagit rapidement : il lève une grande armée et marche de Chester à Conwy, où il arrive aux alentours de Noël. Les rebelles l'assiègent dans son château pendant tout le mois de janvier, mais le ravitaillement se fait par mer, et l'arrivée de renforts en février permet de briser le siège,. Harlech est également assiégé, mais tient bon grâce au ravitaillement arrivé d'Irlande,. En revanche, Caernarfon, dont la construction n'est pas achevée, est pris d'assaut par les Gallois, qui incendient le château et la ville. Le shérif anglais d'Anglesey est également tué par les Gallois. Au printemps, Édouard poursuit sa contre-attaque à la tête d'une armée de 35 000 hommes et parvient à écraser le soulèvement.
Édouard Ier relance ensuite les travaux de construction à Caernarfon, ainsi que les projets de fortification sur l'île d'Anglesey. Le site choisi pour la fondation d'un château est Beaumaris, à un kilomètre et demi de la ville galloise de Llanfaes, qui est vidée de ses habitants autochtones. Ceux-ci sont relogés à une vingtaine de kilomètres au sud-ouest, dans la ville nouvelle de Newborough. Cette éviction permet la fondation d'une ville purement anglaise, protégée par un château particulièrement imposant. Malgré l'absence d'une enceinte fortifiée, elle grandit rapidement, avec 132 burgages et un quart loués à la Couronne vers 1305.
Le projet de Beaumaris, dirigé par Jacques de Saint-Georges, est particulièrement coûteux : vers 1300, alors que le château n'est toujours pas achevé (les murs intérieurs ne font que la moitié de la hauteur prévue, et les murs extérieurs ne sont pas complets), son prix s'élève déjà à 11 000 £. À cette date, le château de Caernarfon est lui aussi encore incomplet, bien que la construction de l'enceinte de la ville soit terminée,. En 1304, le coût total du programme de construction s'élève à plus de 80 000 £, soit six fois les revenus annuels de la Couronne,. L'attention d'Édouard s'est alors tournée vers les affaires écossaises, une question qui l'accapare jusqu'à la fin de son règne et détourne les fonds de la Couronne des châteaux gallois, où les travaux continuent donc à un rythme très ralenti,. En 1308, la menace d'une invasion écossaise dans le nord du pays de Galles donne lieu à une nouvelle vague de travaux, mais les financements restent très inférieurs à ce qu'ils ont été auparavant. Les travaux ont définitivement cessé avant 1330, sans que Beaumaris ou Caernarfon aient jamais été achevés,.

#### Déclin
Les sommes allouées aux connétables pour assurer l'entretien des châteaux et le paiement des garnisons, déjà guère généreuses à l'origine, ne cessent de diminuer tout au long du XIVe siècle, et ces imposantes constructions ne tardent pas à devenir délabrées. Le connétable de Conwy voit ses allocations tomber de 190 £ par an en 1284 à 40 £ dans les années 1390, tandis qu'à Harlech, elles passent de 100 £ à 20 £. En 1321, une enquête révèle que Conwy souffre de nombreux problèmes (réserves insuffisantes, fuites, poutres pourries), et dans les années 1330, les quatre châteaux sont si délabrés qu'aucun ne peut accueillir Édouard III et sa cour dans l'éventualité d'une visite royale dans la région. En 1343, une enquête signale que plusieurs des tours de Beaumaris sont au bord de la ruine.
Des réparations et rénovations ponctuelles ont lieu. Menacé par la famille Mortimer dans le sud du Gwynedd, Édouard II ordonne au shérif Gruffudd Llywd de développer les défenses de Harlech avec des tours supplémentaires. Lorsque le prince Édouard de Westminster prend le contrôle de Caernarfon, en 1343, il procède à d'importants travaux dans le château.

### DuXVeauXVIIesiècle

#### Owain Glyndŵr et la guerre des Deux-Roses

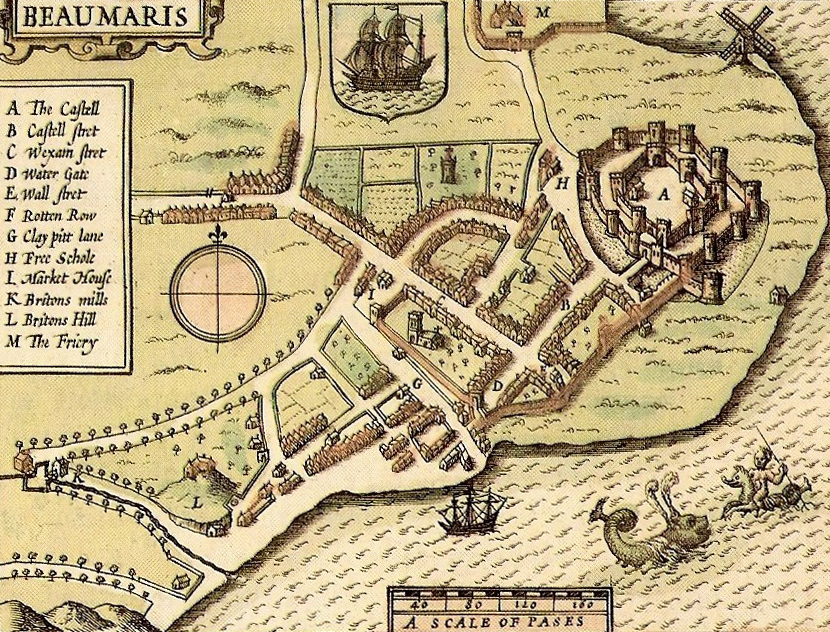
Le château et la ville de Beaumaris vus par le cartographe John Speed en 1610.

Les tensions anglo-galloises persistent et éclatent en 1400 lors du soulèvement d'Owain Glyndŵr. À cette date, la garnison de Harlech souffre d'un manque d'équipement, tandis que le château de Conwy est sérieusement délabré,,. Dès le début du conflit, deux frères gallois s'emparent par surprise du château de Conwy, ce qui permet aux rebelles de prendre la ville fortifiée. Caernarfon est assiégé à plusieurs reprises, en 1401, 1403 et 1404, avec l'aide de troupes françaises lors des deux derniers sièges, mais le château tient bon. En revanche, Beaumaris tombe aux mains des insurgés en 1403, mais il est reconquis par les troupes royales deux ans plus tard. Harlech est pris d'assaut par les Gallois en 1404 et devient le quartier-général de Glyndŵr jusqu'à ce que les forces du prince anglais Henri en reprennent le contrôle, durant l'hiver 1408-1409,,. Le soulèvement de Glyndŵr s'achève en 1415. Durant ces quinze années, les châteaux et villes fortifiées du nord du pays de Galles n'ont eu qu'un succès limité contre les rebelles gallois.
Quelques décennies plus tard, l'Angleterre est déchirée par la guerre des Deux-Roses, une querelle de succession entre la maison de Lancastre et la maison d'York. La reine Marguerite d'Anjou, vaincue à Northampton en 1460, se réfugie à Harlech. Le château reste aux mains des partisans de la maison de Lancastre, menés par Dafydd ap Ieuan, de 1461 à 1468, alors que règne Édouard IV de la maison d'York. Ravitaillé par voie de mer, protégé par ses défenses naturelles, Harlech devient le dernier grand bastion aux mains de la maison de Lancastre. Il finit par tomber après un siège d'un mois. Ces événements ont inspiré la chanson populaire Men of Harlech,.
En 1485, l'arrivée au pouvoir d'une dynastie d'origine galloise, la maison Tudor, marque le début d'une nouvelle période, plus apaisée, dans les relations anglo-galloises. Les châteaux édouardiens perdent alors de leur importance et leur entretien est négligé. Harlech ne semble pas avoir été réparé après le siège de 1468 et tombe quasiment en ruine. Conwy est restauré par Henri VIII dans les années 1520-1530, mais il subit à son tour les affres du temps et la Couronne finit par le vendre en 1627. Beaumaris est décrit en 1609 comme complètement ruiné. L'enceinte du château de Caernarfon reste intacte, mais les bâtiments qu'elle protège sont quant à eux dans un triste état.

#### La Révolution et ses conséquences
La Première guerre civile anglaise éclate en 1642. Elle met aux prises les Cavaliers, qui soutiennent le roi Charles Ier, et les Têtes-Rondes, qui soutiennent le Parlement. Les forteresses du nord du pays de Galles sont aux mains des Cavaliers et jouent un rôle important dans les lignes de communication entre les forces royalistes qui opèrent en Angleterre et leurs bases de ravitaillement et de renforts en Irlande. Les fortifications des châteaux et des villes sont réparées à grands frais et reçoivent de nouvelles garnisons. La guerre civile tourne à l'avantage des Têtes-Rondes en Angleterre, qui sont libres d'intervenir dans le nord du pays de Galles à partir de 1646. Caernarfon, Beaumaris et Conwy tombent entre leurs mains cette année-là. Harlech, ultime bastion royaliste, se rend en mars 1647,,,.
Craignant des soulèvements royalistes, le Parlement victorieux ordonne le démantèlement de nombreux châteaux dans toute l'Angleterre. Les forteresses édouardiennes du nord du pays de Galles échappent dans un premier temps à ce sort, car le Parlement craint que Charles II ne prenne la tête d'un soulèvement presbytérien en Écosse et n'attaque la région par voie de mer. Conwy, Caernarfon et Beaumaris reçoivent ainsi des garnisons parlementaires dans l'éventualité d'une telle attaque. Conwy est partiellement démantelé en 1655, mais Caernarfon et Beaumaris restent intacts. En raison de son importance stratégique moindre, Harlech est démantelé, mais pas complètement détruit.
Les châteaux changent à nouveau de mains après la restauration de Charles II, en 1660. Le château de Beaumaris est rendu à ses connétables historiques, la famille Bulkeley, qui s'empressent d'y récupérer tout ce qui peut être réutilisé, y compris les toits. La famille Conway récupère le château de Conwy et y procède aux mêmes réquisitions, réduisant la forteresse à l'état d'une ruine. Le château et l'enceinte de Caernarfon posent un problème de sécurité et le gouvernement de Charles II ordonne leur destruction, mais ces ordres ne sont jamais exécutés, peut-être en raison du coût d'une telle destruction.

### DuXVIIIeauXXIesiècle

#### Les premiers touristes

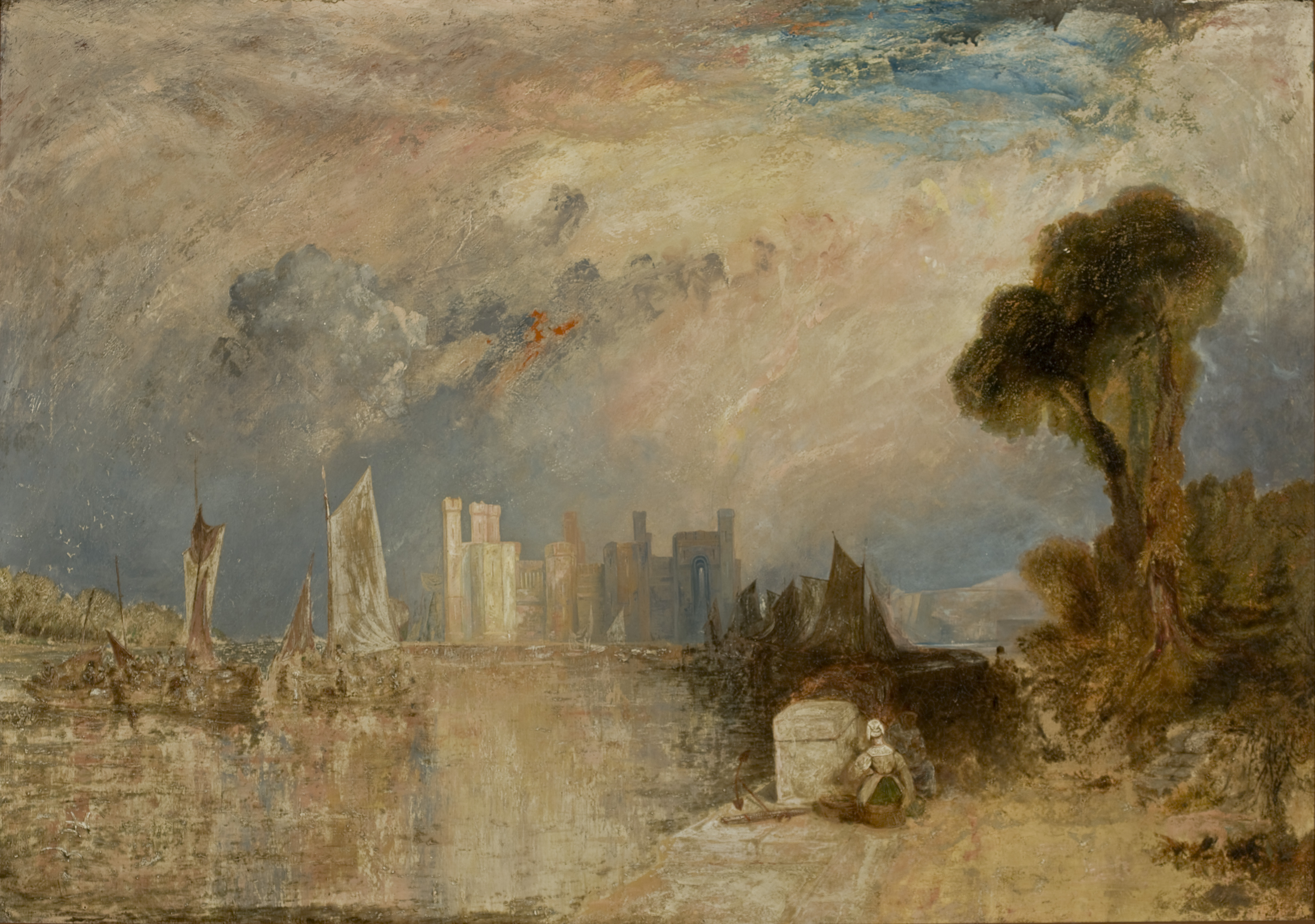
Le château de Caernarfon vu par le peintre Joseph Mallord William Turner (1830-1835).

Les châteaux commencent à être rachetés ou occupés par des propriétaires privés. En 1807, le vicomte Thomas Bulkeley achète Beaumaris à la Couronne et l'incorpore au parc qui entoure son manoir,, tandis que les descendants des Conway louent le château de Conwy à la famille Holland. Durant cette période, leurs ruines sont considérées comme pittoresques et attirent leurs premiers touristes, parmi lesquels on compte de nombreux peintres et artistes tels que John Cotman, Henry Gastineau, Thomas Girtin, Moses Griffith, Julius Ibbetson, Paul Sandby, Joseph Mallord William Turner et John Varley,. Les guerres napoléoniennes contribuent à leur popularité en empêchant les artistes britanniques de se rendre aisément sur le continent européen. L'état des fortifications continue à se dégrader durant cette période : ils sont envahis par le lierre et la végétation. Le château de Caernarfon commence à s'effondrer dans les années 1830, incitant la Couronne à avoir recours aux services d'Anthony Salvin pour des réparations d'urgence.
Les infrastructures de transport se développent au XIXe siècle et permettent à davantage de visiteurs de découvrir les châteaux, dont la reine Victoria en 1832,. Les premiers travaux universitaires concernant Caernarfon et Conwy apparaissent au milieu du siècle, et les autorités publiques, locales comme nationales, s'intéressent de plus en plus à ces sites. En 1865, la municipalité de Conwy acquiert le château et commence des travaux de restauration qui comprennent la reconstruction de la tour de Bakehouse. Le gouvernement commence à financer la restauration de Caernarfon dans les années 1870. Le directeur des travaux, Llewellyn Turner, prend la décision controversée de reconstruire le château au lieu de préserver les fortifications encore existantes. Les bâtiments construits après l'époque médiévale sur la motte au nord du château, jugés disgracieux, sont rasés malgré les protestations des habitants.

#### Efforts de restauration
Le gouvernement britannique reprend le contrôle des sites au début du XXe siècle. Caernarfon a toujours été une propriété de la Couronne, mais Harlech passe sous l'autorité du Bureau des Travaux en 1914, suivi par Beaumaris en 1925 et enfin Conwy, loué au ministère des Travaux en 1953. D'importants investissements dans la conservation des sites s'ensuivent : à Beaumaris et à Harlech, les années 1920 voient l'éradication de la végétation invasive, le creusement à neuf des douves et la réparation des murs, sans pour autant que de véritables restaurations aient lieu,. Des travaux similaires ont lieu à Conwy dans les années 1950-1960, durant lesquels des bâtiments plus récents qui empiétaient sur l'enceinte du XIIIe siècle sont rasés.
Les recherches universitaires sur les châteaux s'intensifient au début du XXe siècle et reçoivent des aides publiques au fur et à mesure que le gouvernement acquiert les sites correspondants. Les historiens Sidney Toy et Charles Peers publient leurs travaux, qui se poursuivent sous l'autorité d'Arnold Taylor, entré au Bureau des Travaux comme inspecteur adjoint en 1935. Les années 1950 voient la publication de rapports importants, qui contribuent à la réputation des sites. Taylor joue également un rôle déterminant dans l'opposition à des projets routiers qui, dans les années 1970, auraient eu des conséquences significatives sur l'apparence du site de Conwy. Des artistes tels que Terry Ball, John Banbury et Ivan Lapper produisent des reconstitutions détaillées des châteaux médiévaux à la fin du siècle.
En 1984, l'organisme public Cadw prend en charge la gestion des quatre sites, qui deviennent de attractions touristiques populaires. Ils reçoivent plus de 530 000 visiteurs en 2007. La fin du XXe siècle et le début du XXIe siècle les voient faire leur apparition dans les débats concernant l'identité galloise : le nationaliste Alun Ffred Jones critique ainsi l'utilisation de Caernarfon dans l'investiture des princes de Galles en 1911 et 1969. Cadw s'efforce d'attirer l'attention sur les conséquences de la construction des châteaux sur la population galloise autochtone, ainsi que sur le rôle des princes gallois dans les années précédant l'invasion de 1282.

#### L'inscription au patrimoine mondial
Les quatre sites sont inscrits au patrimoine mondial de l'UNESCO en 1986, lors de la dixième session du Comité du patrimoine mondial, sous le nom collectif de « Châteaux forts et enceintes du roi Édouard Ier dans l'ancienne principauté de Gwynedd » (Castles and Town Walls of King Edward in Gwynedd en anglais). L'UNESCO les décrit comme « les plus beaux exemples d'architecture militaire de la fin du XIIIe siècle et du début du XIVe siècle en Europe, comme le prouvent leur état complet, leur parfait état de conservation, leur témoignage d'un espace domestique organisé et l'extraordinaire répertoire de leurs formes architecturales médiévales ». Ils nécessitent une maintenance continue, dont le coût s'est élevé à 239 500 £ sur la période 2002-2003. Des « zones-tampons » ont été établies autour des sites afin d'en protéger l'apparence contre d'éventuels développements immobiliers inappropriés. La protection des sites est assurée par plusieurs législations : ils relèvent à la fois d'aires protégées, de monuments classés et de scheduled monuments.

## Architecture

### Interprétation

#### Des ouvrages militaires

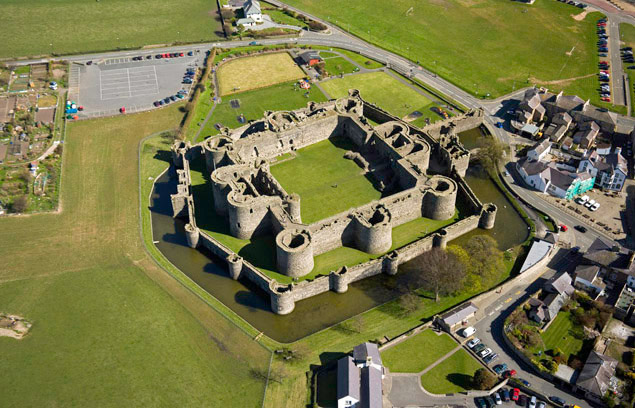
Le château de Beaumaris vu du ciel, avec son plan concentrique.

Durant la majeure partie du XXe siècle, les châteaux édouardiens ont été envisagés en premier lieu comme des ouvrages militaires, et considérés en tant que tels comme un sommet de l'architecture militaire médiévale. Harlech et Beaumaris sont construits suivant un plan concentrique, avec une enceinte intérieure entièrement entourée par une deuxième enceinte de sorte qu'il soit possible pour les défenseurs présents sur les deux remparts de faire feu sur d'éventuels assiégeants,. Conwy est quant à lui construit sur un étroit éperon rocheux afin de le rendre inexpugnable. Meurtrières et barbacanes permettent à de nombreux archers de tirer simultanément. Des corps de garde aux tours jumelles caractéristiques assurent également la défense, supplantant les anciens donjons,.
Les châteaux ne sont pas pour autant dépourvus de points faibles. Leur taille exagérée les rend coûteux à entretenir pour la Couronne, et des ouvrages plus petits auraient vraisemblablement suffi à contenir les révoltes galloises. Pour l'historien et archéologue Richard Morris, ils suggèrent « une élite guerrière, composée de camarades de longue date du roi, qui se livre à une orgie architecturale sur un budget quasiment illimité ».

#### Des palais, symboles de pouvoir

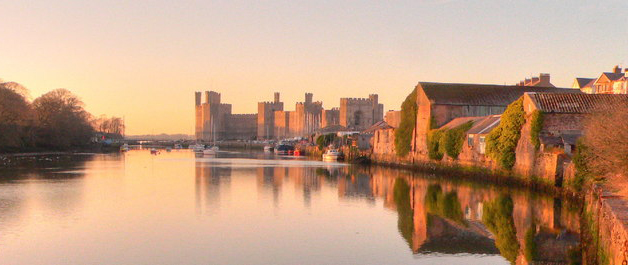
Le château de Caernarfon est conçu comme un véritable palais royal.

À partir de la fin du XXe siècle, les chercheurs se sont penchés sur le rôle symbolique des châteaux édouardiens. Chacun d'eux est conçu afin de pouvoir accueillir la cour du roi et constitue un véritable palais miniature, avec des appartements privés et toutes les commodités requises par la royauté. Ces bâtiments annexes ont particulièrement bien survécu à Conwy, qui possède encore la suite royale médiévale la mieux conservée d'Angleterre, avec un jardin privé à l'usage de la reine. Leurs murs devaient être plus colorés, en accord avec la mode du XIIIe siècle. À Conwy, les murs étaient blanchis à la chaux, et les trous de boulins servaient peut-être à suspendre des boucliers peints.
Les châteaux constituent également un message clair concernant les intentions d'Édouard Ier vis-à-vis de la région : une domination anglaise permanente. Leur localisation, à des endroits symboliquement liés aux princes gallois, en témoigne,,. Caernarfon se distingue par son utilisation de pierre de couleur, ses statues d'aigles et ses tours polygonales, plutôt que rondes. Ces caractéristiques ont donné lieu à d'intenses débats universitaires. Arnold Taylor suggère que le château a été conçu pour rappeler les murailles de Constantinople, l'imagerie byzantine servant à affirmer l'autorité d'Édouard. Abigail Wheatley partage cette conclusion, mais elle estime que l'inspiration est plutôt les anciens sites romains de Grande-Bretagne, dans l'idée de dresser un parallèle avec le roi Arthur, dont on pensait qu'il était d'origine romaine à l'époque.

#### L'influence savoyarde
Les sites édouardiens présentent de fortes ressemblances avec les villes et châteaux construits dans le duché de Savoie à la même époque. Les arcs de porte en demi-cercle, le style des fenêtres, les hautes tours circulaires à encorbellements, les trous de boulins se retrouvent aussi bien dans les fondations d'Édouard que dans des sites savoyards comme Saillon, La Bâtiaz ou Chillon.
Ces ressemblances sont traditionnellement attribuées à l'influence de Jacques de Saint-Georges, le maître architecte d'Édouard Ier, et de ses collègues savoyards qui ont également travaillé dans le nord des Galles. Des recherches récentes tendent à nuancer ce constat. Il existe également des différences significatives entre les deux régions, comme la qualité du travail de la pierre, bien supérieure au pays de Galles, ou l'absence de corps de garde dans les châteaux savoyards. Jacques de Saint-Georges semble par ailleurs avoir davantage joué un rôle de superviseur que d'architecte à proprement parler, et certains des châteaux savoyards dont il est censé s'être inspiré ont en réalité été construits après son départ de Savoie. Les similarités ne seraient donc pas simplement liées au seul Saint-Georges, mais plus généralement à tous les ingénieurs et artisans savoyards qui ont travaillé sur les châteaux et villes édouardiens.

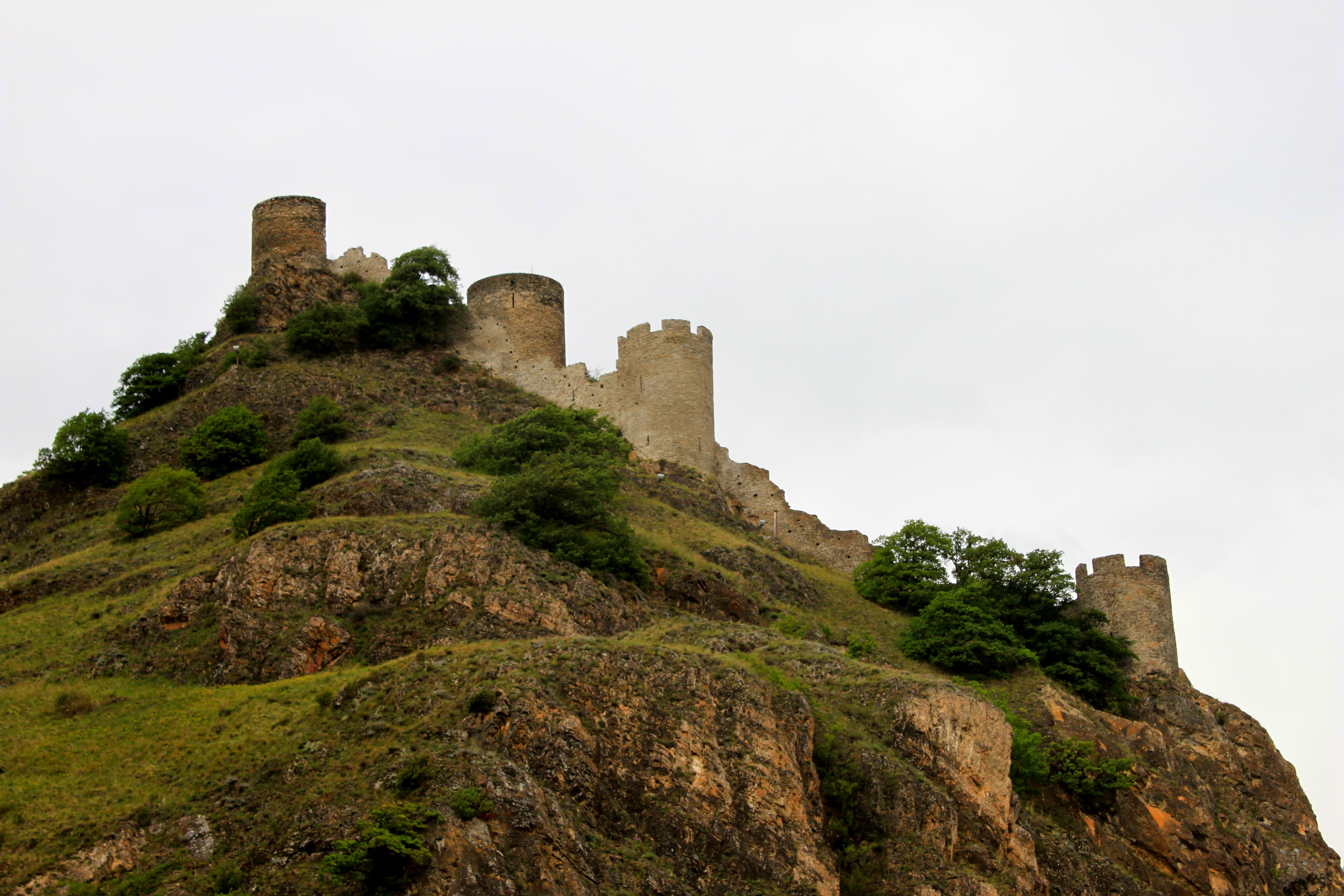
La tour Bayard, à Saillon.
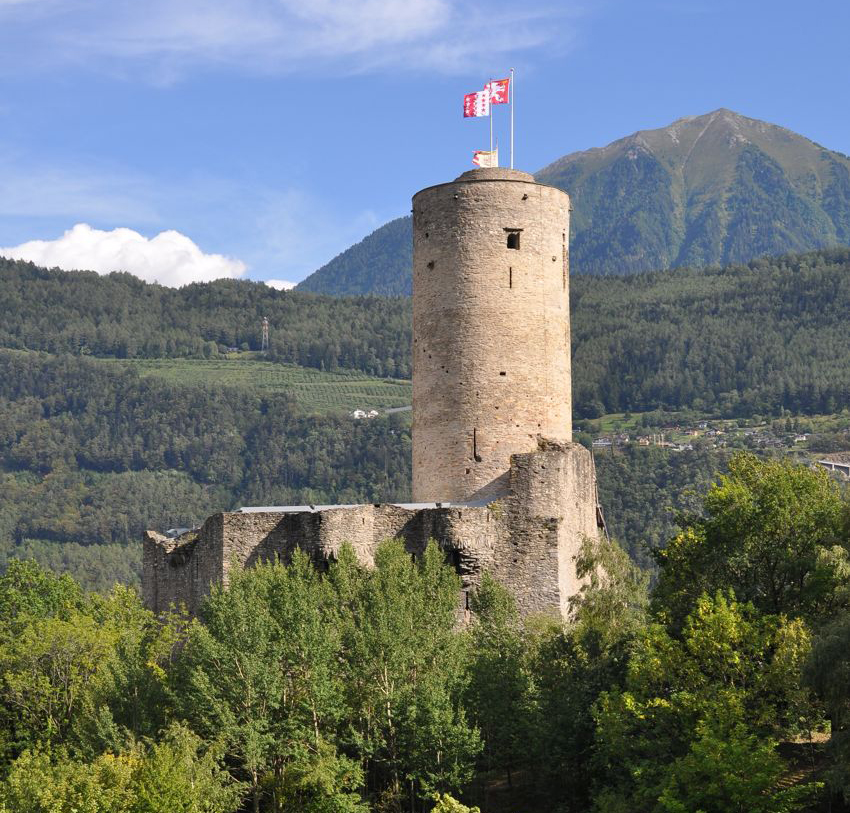
Le château de la Bâtiaz.

### Les sites

#### Beaumaris

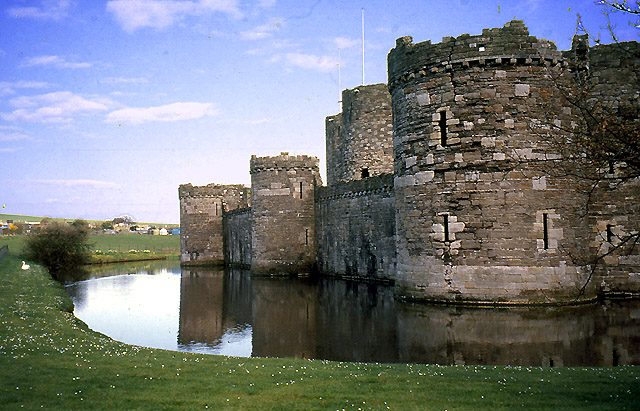
Les douves et l'enceinte extérieure de Beaumaris, côté nord-ouest.

Le château de Beaumaris, situé au niveau de la mer, est construit en pierre extraite localement, à Anglesey,. Entouré d'une douve partiellement comblée, il comprend une basse-cour et une haute-cour. L'entrée principale (« Gate next the Sea ») est située au sud, près du port permettant le ravitaillement du château par la mer. Ce port est protégé par un mur (surnommé a posteriori « Gunners Walk ») et une plate-forme de tir sur laquelle se trouvait peut-être un trébuchet à l'époque médiévale.
L'enceinte extérieure est une courtine flanquée de douze tourelles, avec deux portes : la Gate next the Sea et la porte de Llanfaes, au nord. Les murs de l'enceinte intérieure sont plus imposants, avec de grandes tours et deux portes. La haute-cour abrite les bâtiments domestiques du château, alignés le long des murs à l'ouest et à l'est. La maçonnerie garde encore la trace de certains des foyers de ces bâtiments. Pour l'historien Arnold Taylor, Beaumaris constitue le plus bel exemple de plan de château concentrique et symétrique, et il est considéré comme le pinacle de l'art militaire de l'époque d'Édouard Ier,,.

#### Harlech

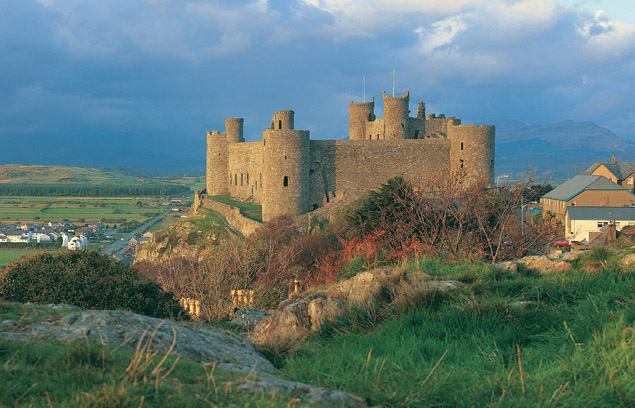
Le château de Harlech

Le château de Harlech est construit sur un éperon rocheux, le « Dôme de Harlech », avec des dénivelés abrupts au nord et à l'ouest. Une tranchée creusée dans la roche protège les autres versants. Comme Beaumaris, Harlech présente un plan concentrique, avec une basse-cour et une haute-cour protégées par deux enceintes. Le château est construit en grès extrait dans la région. De gros blocs réguliers ont été utilisés pour les tours, alors que les murs sont en blocs moins réguliers, peut-être extraits de la tranchée.
L'entrée principale, située derrière un pont franchissant la tranchée à l'est, est flanquée de deux tours en forme de D et gardée par trois herses et deux portes,. Les corps de garde sont sur trois étages, avec de grandes fenêtres et des cheminées aux étages supérieurs. La haute-cour est protégée par quatre grandes tours rondes. L'enceinte intérieure est flanquée de plusieurs bâtiments, dont une chapelle, une cuisine, un silo et une salle de réception.

#### Caernarfon

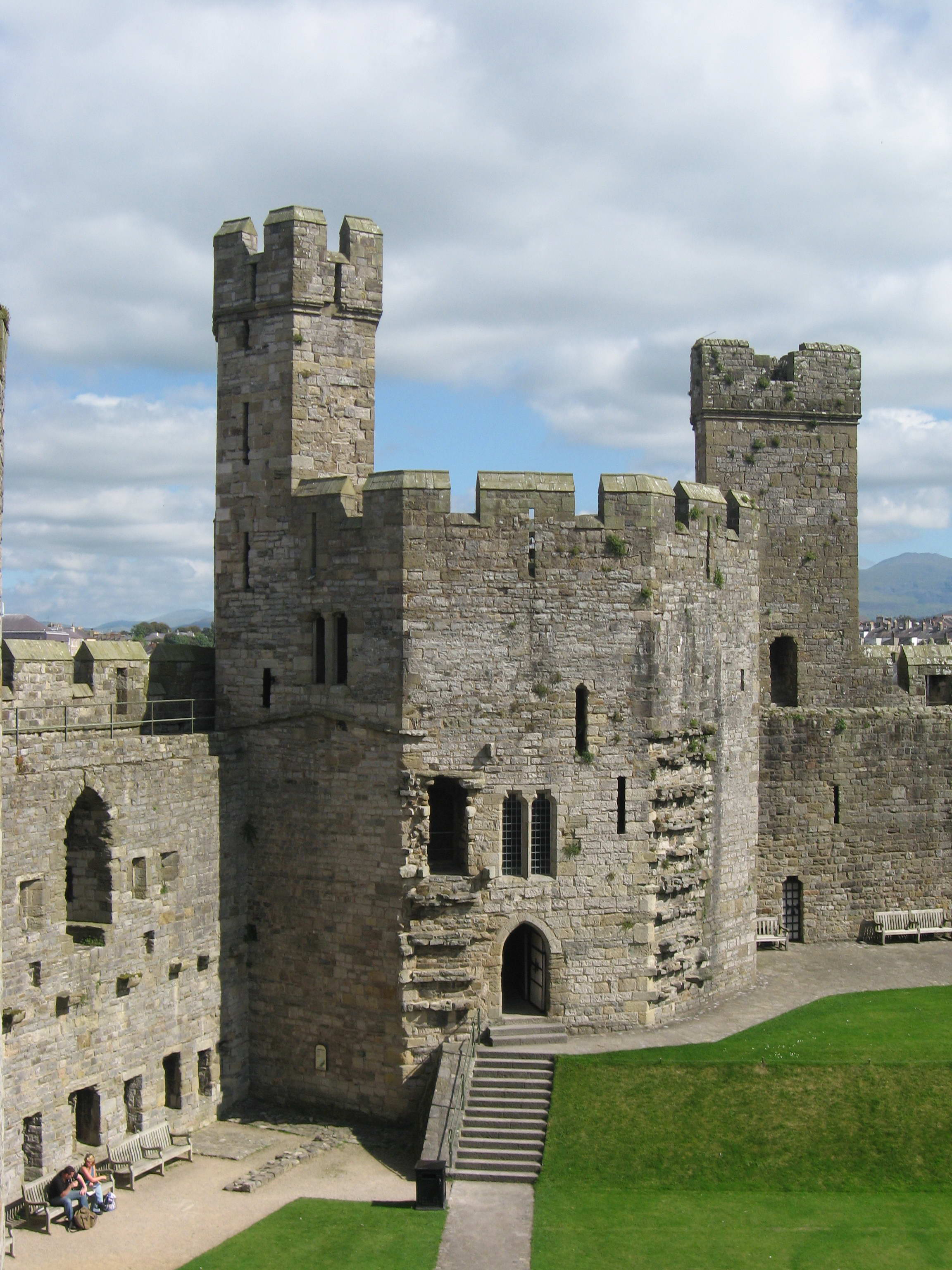
La tour nord-ouest du château de Caernarfon.

Le plan du château de Caernarfon suit la forme d'un 8, avec deux cours distinctes. La basse-cour comprend les appartements royaux, tandis que la haute-cour abrite les logements de la garnison et des bâtiments utilitaires. Il ne subsiste que les fondations de ces bâtiments. Ces deux cours sont entourées d'un mur défendu par des tours polygonales. Le château comporte deux entrées principales : la Porte du Roi, au nord, et la Porte de la Reine, à l'est. S'il avait été achevé, le château aurait pu héberger une cour de plusieurs centaines d'individus.
L'enceinte de Caernarfon mesure 734 m de long et protège de manière continue un espace de 4,18 hectares,,. Comme le château, elle est construite en calcaire du Carbonifère. Elle comprend huit tours, qui sont dépourvues de murs du côté intérieur, et deux entrées : une à l'ouest, du côté du port, et une à l'est. La première est également surnommée « Porte d'Or », en référence à la porte principale des murailles de Constantinople,.

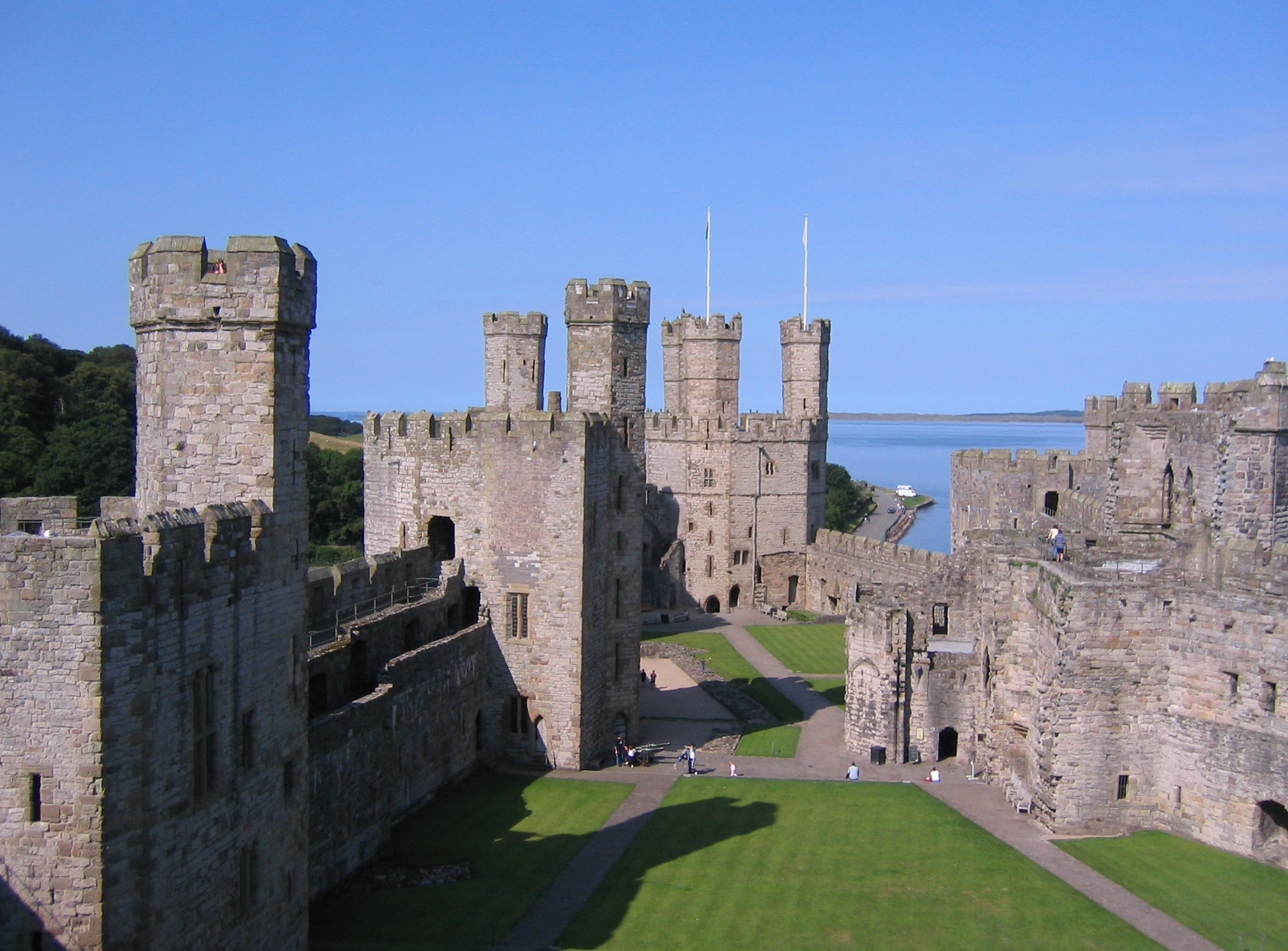
Le château de Caernarfon.
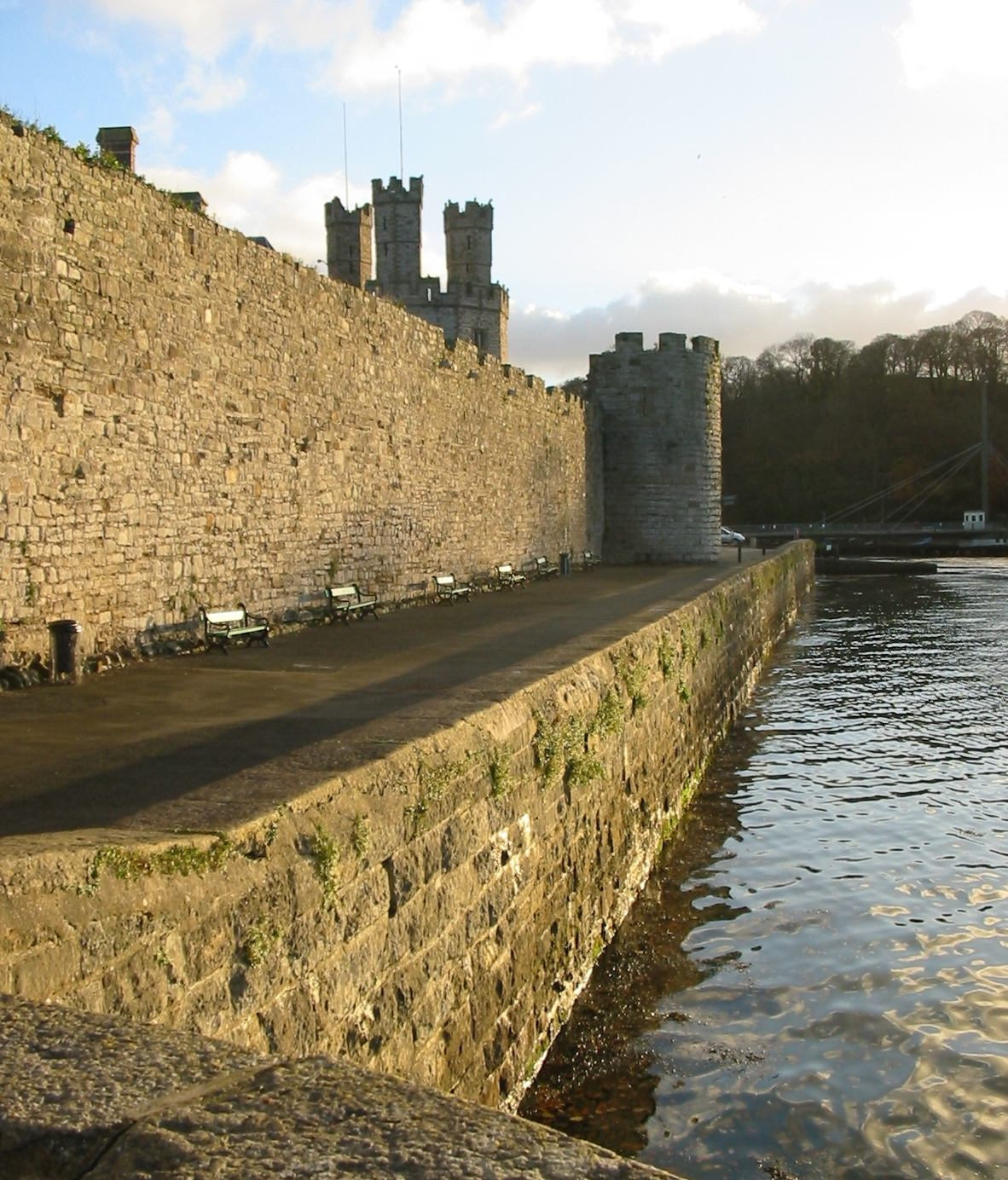
L'enceinte.

#### Conwy
Le château de Conwy est construit sur le littoral, au sommet d'un éperon rocheux de grès et de calcaire dont ont été extraites les pierres ayant servi à sa construction,. Son plan est rectangulaire et, comme Caernarfon, il est divisé en deux cours juxtaposées plutôt que concentriques, avec huit grandes tours le long des murs,,. L'entrée principale se fait par la barbacane ouest, un ouvrage défensif supplémentaire devant les portes qui présente le plus ancien exemple connu de mâchicoulis connu en Grande-Bretagne. Une poterne conduisait à l'époque médiévale à la rivière, par laquelle le château pouvait être ravitaillé. Une autre barbacane, du côté est, protège les jardins du château. La basse-cour abritait à l'époque médiévale plusieurs bâtiments utilitaires, tandis que la haute-cour comprenait les appartements de la maison du roi et les facilités liées. Les deux cours étaient séparées par un mur et un pont-levis.
L'enceinte de Caernarfon mesure 1,3 km de long et protège de manière presque continue un espace de forme triangulaire de 10 hectares,. Elle utilise les mêmes matériaux que le château, avec de la rhyolite pour les niveaux supérieurs du côté oriental. À sa construction, elle était peut-être blanchie à la chaux,. Vingt-et-une tours subsistent, dont la plupart n'ont pas de mur à l'arrière. Le sommet des murs présente un système d'encorbellements inhabituel, qui fournit un chemin de ronde plat et assez large,. Du côté sud subsiste une série de douze latrines installées au XIIIe siècle pour les employés royaux qui travaillaient dans les bâtiments proches,.

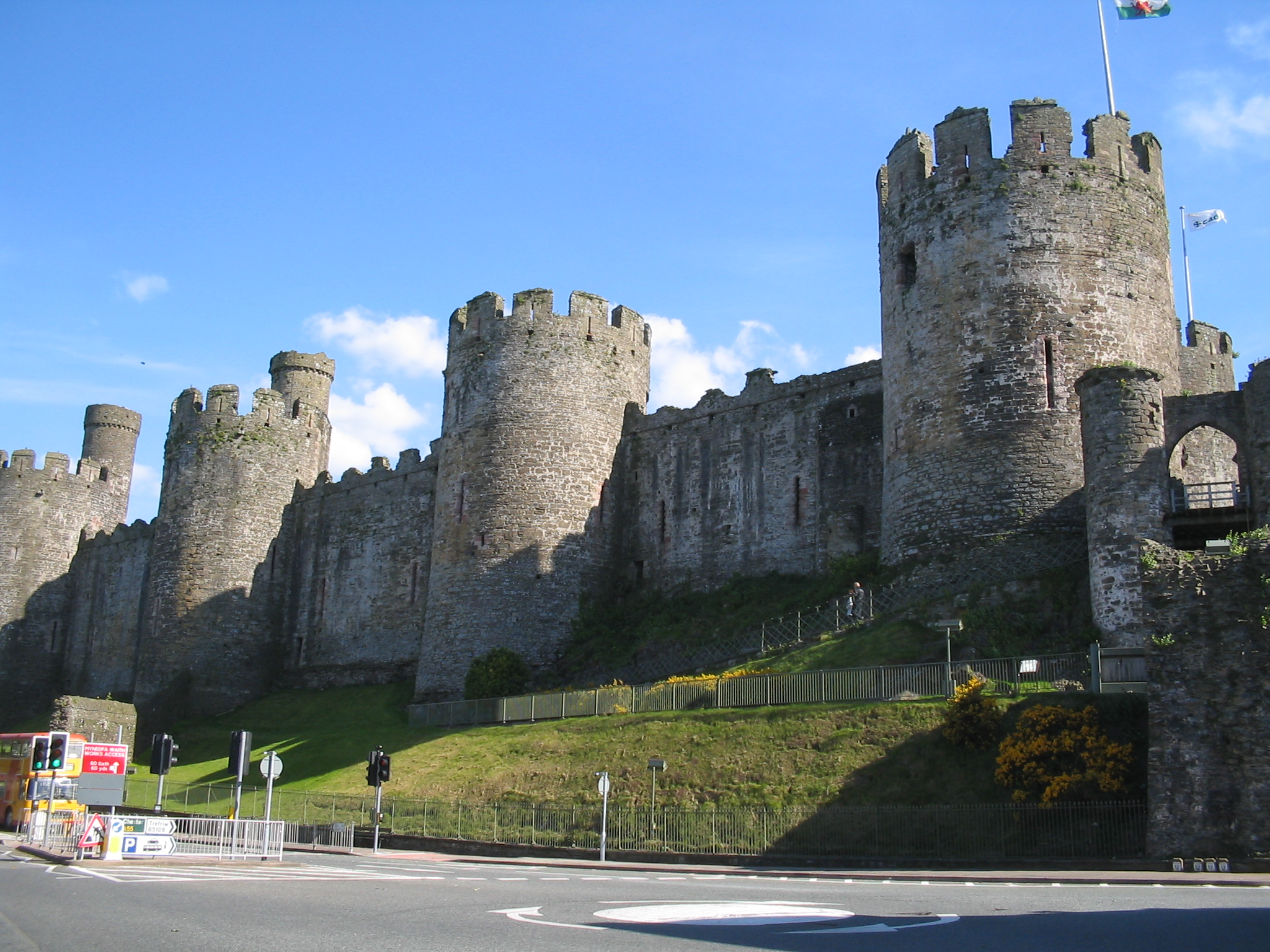
Le château de Conwy.
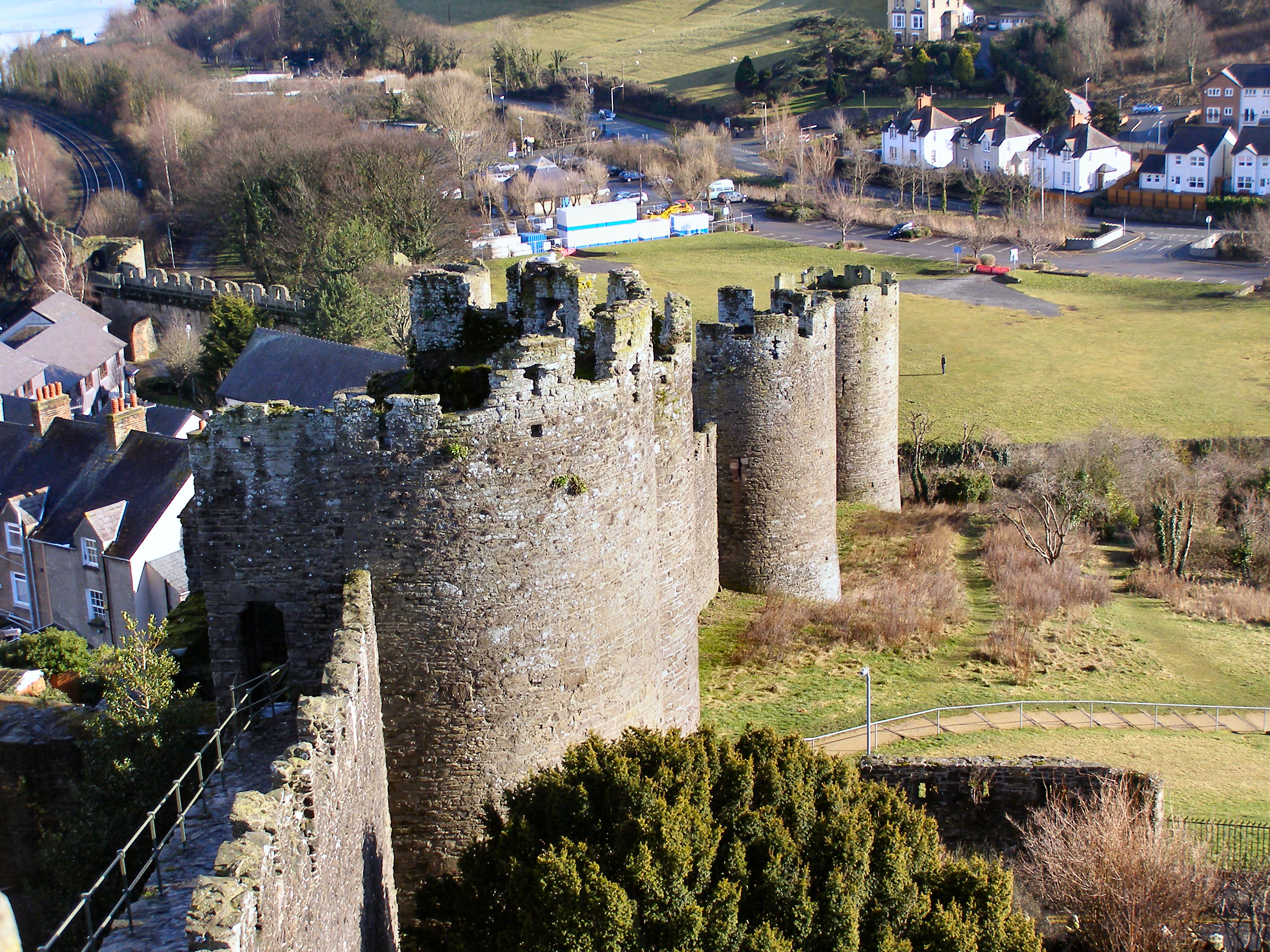
L'enceinte.